# Saliha Sultan (figlia di Abdülaziz)
Fatma Saliha Sultan (turco ottomano: فاطمہ صالحہ سلطان, lett. "colei che si astiene" e "devota"; Istanbul, 10 agosto 1862 – Il Cairo, 1941) è stata una principessa ottomana, figlia del sultano Abdülaziz e della consorte Dürrinev Kadin.

## Origini
Fatma Saliha Sultan nacque il 10 agosto 1862 a Istanbul, nel Palazzo Dolmabahçe. Suo padre era il sultano ottomano Abdülaziz e sua madre la consorte Dürrinev Kadin.
Aveva un fratello maggiore, Şehzade Yusuf Izzeddin, e un fratello minore, Şehzade Mehmed Selim.
Nel 1869 incontro la principessa Alessandra di Danimarca, a Istanbul con il marito, il futuro Edoardo VII.
Abdülaziz venne deposto nel 1876 e morì pochi giorni dopo, il 4 giugno e dopo un breve periodo di caos salì al trono suo nipote Abdülhamid II. Saliha e la sua famiglia vissero da allora al Palazzo Feriye.

## Matrimonio
Nel 1875 Saliha era stata promessa in sposa a Ibrahim Hilmi Pascià, figlio del chedivè d'Egitto Isma'il Pasha, ma il fidanzato fu rotto da Abdülhamid II nel 1876.
Il 20 aprile 1889 Abdülhamid II la sposò a Ahmed Zülkefil Pasha, figlio di Kurdzade Ismail Hakkı Pasha. Le nozze si tennero al Palazzo Yıldız insieme a quelle di Nazime Sultan e Esma Sultan, sorellastre di Saliha, e Zekiye Sultan, figlia di Abdülhamid II.
A Saliha e suo marito venne assegnato il palazzo Findiklı. Ebbero una figlia morta bambina.
Dopo che la dinastia ottomana venne esiliata nel 1924 Saliha e suo marito si trasferirono in Egitto, a Il Cairo, dove vissero in povertà.

## Morte
Saliha Sultan morì a Il Cairo nel 1941, e venne sepolta nel mausoleo del chedivè Tewfik Pasha. Suo marito morì nello stesso anno.

## Discendenza
Dal suo matrimonio, Saliha ebbe una figlia:
- Kamile Hanımsultan (1890 - 1896). Nata e morta a Istanbul, sepolta nel mausoleo Mahmud II.

## Onorificenze
Saliha venne insignita delle seguenti onorificenze:
- Ordine della Casa di Osman
- Ordine di Mejīdiyye, ingioiellato
- Ordine della Carità, 1ª classe